# Roger Bacon
Roger Bacon (wym. /ˈrɒdʒ ər ˈbeɪ kən/; ur. ok. 1214 w Ilchester, zm. 1292 w Oksfordzie) – angielski franciszkanin, zwany doctor mirabilis (łac. dosł. „wspaniały nauczyciel”); filozof średniowieczny, uznawany za skrajnego empirystę. Czasem opisywany jako jeden z najwcześniejszych europejskich zwolenników nowoczesnej metody naukowej, zainspirowany pracami islamskich naukowców.

## Życiorys
Pochodził prawdopodobnie z rodziny drobnoszlacheckiej, sam wspomina brata, możliwe, że miał więcej rodzeństwa. Nie ma zgodności w kwestii daty jego narodzin, w zależności od interpretacji wypowiedzi Bacona na temat jego edukacyjnej przeszłości przyjmuje się około 1214 lub 1219 r. Około 1227 r. rozpoczął naukę w Oksfordzie, ukończył trivium i quadrivium, około 1240 r. uzyskał tytuł magister artium. W pierwszej połowie lat czterdziestych XIII w. zaczął wykładać na uniwersytecie w Paryżu, na fakultecie sztuk wyzwolonych, omawiał dzieła Arystotelesa Metafizykę i Fizykę. Do Oksfordu powrócił około 1247 r. lub 1250 r., do dzieł wcześniejszych Rogera można zaliczyć Summulae dialectices, Summa grammatica i Summa de sophismatibus et distincionibus, ich datacja wpływa na poglądy w dacie powrotu do Oksfordu i odwrotnie. W kilka lat po przybyciu do Oksfordu (ok. 1252-1257) został franciszkaninem, może w nadziei uzyskania wsparcia dla swych badań, a może ze względu na innych uczonych tego czasu, którzy wybierali taką drogę. Około 1257 r. został przeniesiony do Paryża, prawdopodobnie z powodu konfliktu ze zwierzchnikami, spędził tam kolejnych 10 lat. W 1260 r. generałem zakonu został św. Bonawentura, który zabronił członkom zakonu przedkładania spraw i pism papieżowi bez pozwolenia generała lub prowincjałów. Bacon mimo to poszukiwał poparcia u legata Guy le Gros de Foulque, również po wyborze tegoż na papieża Klemensa IV. Na jego prośbę przysłał napisane specjalnie w tym celu dzieło Opus maius, a następnie w ciągu roku Opus minus i Opus tertium. Prawdopodobnie po napisaniu tych prac powrócił do Oksfordu, tam skończył Communia naturalium. Został potępiony pod koniec lat siedemdziesiątych XIII w., prawdopodobnie skazany na areszt domowy w Paryżu i uwolniony w 1290 r. przez nowego generała zakonu Rajmunda z Gaufredi. W 1292 r. ukończył Compendium studii theologiae, umarł prawdopodobnie w Oksfordzie.
Studiował zakazanego czasowo Arystotelesa, ze względu na zainteresowania naukowe – co jednak mieszało się z fascynacją neoplatonizmem, okultyzmem i magią.

## Poglądy
Był przeciwnikiem spekulatywnego rozstrzygania problemów filozoficznych. Za ważne uważał eksperymentalne badanie zjawisk z wykorzystaniem matematyki. Sam dokonywał licznych eksperymentów i budował w tym celu przyrządy. Przewidział wiele wynalazków, które dopiero po wiekach zostały skonstruowane (np. pojazdy mechaniczne, urządzenia optyczne), dostrzegając przy tym rolę ludzkiej wynalazczości. Zgodnie jednak ze swoją epoką do doświadczenia zaliczał doświadczenie mistyczne oraz "praobjawienie", które zostało udzielone patriarchom żydowskim, a potem filozofom greckim.
Roger Bacon był podejrzewany przez członków swojego zakonu o kontakty z siłami nieczystymi. Podejrzewano, że wszystkie przepowiednie zostały podyktowane przez znajdującą się w jego domu miedzianą głowę zamieszkiwaną przez diabła. Po jego zniknięciu miedziana głowa spłonęła, co wskazywało na śmierć filozofa. Trudno się temu dziwić, skoro opisywał swe niezwykłe wizje odkryć i wynalazków, daleko wyprzedzających epokę średniowiecza, jak np. w poniższym wyjątku z jego dzieła:
Mogą być zbudowane okręty poruszające się bez wioślarzy, mogące żeglować zarówno po rzekach, jak i po morzu, prowadzone przez jednego człowieka, z większą prędkością niż gdyby były pełne wioślarzy. Podobnie można skonstruować wozy jeżdżące bez użycia zwierząt pociągowych, napędzane niewiarygodną energią, tak jak podobno jeździły uzbrojone w kosy rydwany starożytnych. Mogą być zbudowane maszyny latające, takie że człowiek siedzący wewnątrz maszyny będzie nią kierował za pomocą pomysłowego mechanizmu i leciał przez powietrze jak ptak. Ponadto można sporządzić przyrządy, które choć same niewielkie, wystarczą, aby podnieść lub przytłoczyć największe ciężary... Mogą też być skonstruowane przyrządy podobne do tych, które wykonano na rozkaz Aleksandra Wielkiego), służące do chodzenia po wodzie lub do nurkowania.
Był przeciwnikiem Zakonu krzyżackiego. Uważał, że pokojowe nawracanie ludów, zamiast walki zbrojnej, zamieszkujących wschodnią Europę przyniosłoby lepsze skutki, co oddaje cytat:
Albowiem ci z Zakonu Niemieckiego nie chcą tego zaniechać, gdyż chcą je podporządkować sobie i zamienić w niewolników.
Zajmował się także psychologicznymi aspektami muzyki. Twierdził, że podczas wojny może ona służyć do pobudzania nastroju bojowego. Z kolei podczas pokoju łagodzi nastroje.

## Wkład do optyki
Kontynuował badania Roberta Grosseteste. Zmierzył rozwartość kątową tęczy za pomocą astrolabium. Uważał, inaczej niż większość uczonych przed nim, że prędkość światła jest skończona. Wcześniej taki pogląd głosili tylko Anaksymander i Alhazen, a udowodnili go wieki później Ole Rømer i James Bradley.
Odkrył też aberrację sferyczną oraz powiększenie soczewki.

## Dzieła
- Opus maius (1267) – pierwsze i najważniejsze dzieło autora, zawierające w 7. częściach teorię błędów ludzkiego umysłu, pogląd na stosunek teologii z nauką, matematykę, lingwistykę, perspektywę, optykę, alchemię, "naukę eksperymentalną", i rozważania moralne. Ponadto znajdują się tutaj rozważania nt. przyszłych wynalazków, przypominających m.in. mikroskop, teleskop, statek parowy, maszyny latające[3].
- Opus minus (1267) – streszczenie najważniejszych tez poprzedniego dzieła
- Opus tertius (1267) – przeróbka obu poprzednich dzieł
- Communia naturalium – nieznaczne rozwinięcie powyższych tez
- Speculum astronomiae – zawiera treści dotyczące astrologii
- Opus tertium – dzieło zawierające szczegóły autobiograficzne

Przypisywane jest mu też napisanie (jako jednemu z wielu) Manuskryptu Wojnicza oraz Speculum Alchemiae.